# Vũ điệu tuổi trẻ
Sassy, Go Go (tiếng Hàn: 발칙하게 고고; Romaja: Balchikhage Gogo) là một bộ phim truyền hình Hàn Quốc, nói về cuộc sống của nhóm thanh thiếu niên trong một đội cổ vũ tại một trường trung học Hàn Quốc. Nó được phát sóng trên KBS2 vào thứ hai và thứ ba lúc 22:00 gồm 12 tập bắt đầu từ ngày 5 tháng 10 năm 2015.

## Diễn viên

### Nhân vật chính
- Jung Eun-ji vai Kang Yeon-doo
- Lee Won Geun vai Kim Yeol
- Chae Soo-bin vai Kwon Soo-Ah
- Ji Soo vai Seo Ha-joon
- Cha Hak-yeon ( nhóm VIXX)   (vai Ha Dong-jae

#### Học sinh
- Kim Min-ho vai Min Hyo-sik
- Shin Jae-ha vai Choi Tae-pyung
- Kang Min-ah vai Park Da-mi
- Park Yoo-na vai Kim Kyung-eun
- Ooon vai Joon-soo
- Jung Hae-na vai Han Jae-young
- Kang Gu-reum vai Kim Na-yeon

#### Giảng viên
- Kim Ji-seok vai Yang Tae-bum
- In Gyo-jin vai Im Soo-yong
- Park Hae-mi vai Hiệu trưởng Choi Kyung-ran
- Lee Mi-do vai Nam Jung-ah
- Kil Hae-yeon vai Giám đốc Lee

#### Diễn viên phụ
- Kim Yeo-jin vai Park Sun-young
- Go Soo-hee vai Choi Hyun-mi
- Choi Duk-moon vai Kim Byung-jae

## Soundtrack
| Part 1 | Part 1                        | Part 1  | Part 1     |
| STT    | Nhan đề                       | Nghệ sĩ | Thời lượng |
| ------ | ----------------------------- | ------- | ---------- |
| 1.     | "거북이 날다" ("Turtles Fly") | Jadu    | 3:57       |
| 2.     | "거북이 날다" (Inst.)         | Jadu    | 3:57       |

| Part 2 | Part 2                  | Part 2   | Part 2     |
| STT    | Nhan đề                 | Nghệ sĩ  | Thời lượng |
| ------ | ----------------------- | -------- | ---------- |
| 1.     | "Shooting Star"         | Han Byul | 3:44       |
| 2.     | "Shooting Star" (Inst.) | Han Byul | 3:44       |

| Part 3 | Part 3                | Part 3              | Part 3     |
| STT    | Nhan đề               | Nghệ sĩ             | Thời lượng |
| ------ | --------------------- | ------------------- | ---------- |
| 1.     | "플라플라" ("Flower") | Lizzy (Feat. Kanto) | 3:19       |
| 2.     | "플라플라" (Inst.)    | Lizzy (Feat. Kanto) | 3:19       |

| Complete OST | Complete OST                     | Complete OST         | Complete OST |
| STT          | Nhan đề                          | Nghệ sĩ              | Thời lượng   |
| ------------ | -------------------------------- | -------------------- | ------------ |
| 1.           | "거북이 날다" ("Turtles Fly")    | Jadu                 | 3:57         |
| 2.           | "Shooting Star"                  | Han Byul             | 3:44         |
| 3.           | "플라플라" ("Flower")            | Lizzy (Feat. Kanto)  | 3:19         |
| 4.           | "반칙이야 너" ("Lovely Girl")    | Shin Min-chul (2max) | 2:59         |
| 5.           | "Cheer Up"                       | Oh Hye Ju            | 2:18         |
| 6.           | "The Sassy Girlz"                | Choi Chul Ho         | 2:23         |
| 7.           | "Hold On There"                  | Choi Chul Ho         | 3:01         |
| 8.           | "Sentimental Trumpet"            | Choi Chul Ho         | 3:26         |
| 9.           | "발칙하게 고고" ("Sassy, Go Go") | Choi Chul Ho         | 2:28         |
| 10.          | "The Operation"                  | Choi Chul Ho         | 2:01         |
| 11.          | "Golden Hope"                    | Choi Chul Ho         | 4:51         |
| 12.          | "Less Than Nothing"              | Oh Hye Ju            | 2:39         |
| 13.          | "Happy School Days"              | Choi Chul Ho         | 2:00         |
| 14.          | "Real King"                      | Choi Chul Ho         | 1:35         |

## Đánh giá
| Tập        | Ngày phát sóng       | Tỷ suất người xem | Tỷ suất người xem | Tỷ suất người xem | Tỷ suất người xem |
| Tập        | Ngày phát sóng       | TNmS Ratings      | TNmS Ratings      | AGB Nielsen       | AGB Nielsen       |
| Tập        | Ngày phát sóng       | Toàn quốc         | Seoul             | Toàn quốc         | Seoul             |
| ---------- | -------------------- | ----------------- | ----------------- | ----------------- | ----------------- |
| 1          | 5 tháng 10 năm 2015  | 3.1%              | 3.6%              | 2.2%              | 2.4%              |
| 2          | 6 tháng 10 năm 2015  | 4.1%              | 4.7%              | 3.2%              | 3.4%              |
| 3          | 12 tháng 10 năm 2015 | 3.5%              | 3.8%              | 3.3%              | 3.6%              |
| 4          | 13 tháng 10 năm 2015 | 4.0%              | 4.4%              | 3.8%              | 3.9%              |
| 5          | 19 tháng 10 năm 2015 | 4.0%              | 4.2%              | 2.9%              | 2.7%              |
| 6          | 20 tháng 10 năm 2015 | 4.2%              | 4.2%              | 3.5%              | 3.8%              |
| 7          | 26 tháng 10 năm 2015 | 4.3%              | 4.4%              | 4.3%              | 4.6%              |
| 8          | 27 tháng 10 năm 2015 | 4.4%              | 4.8%              | 3.6%              | 3.9%              |
| 9          | 2 tháng 11 năm 2015  | 4.1%              | %                 | 3.0%              | 3.4%              |
| 10         | 3 tháng 11 năm 2015  | 4.5%              | 4.1%              | 3.5%              | 3.8%              |
| 11         | 9 tháng 11 năm 2015  | 3.8%              | %                 | 3.4%              | %                 |
| 12         | 10 tháng 11 năm 2015 | 4.1%              | %                 | 4.2%              | %                 |
| Trung bình | Trung bình           | 4.0%              | %                 | 3.4%              | %                 |

## Giải thưởng và đề cử
| Năm  | Giải thưởng           | Hạng mục                  | Đề cử                       | Kết quả   |
| ---- | --------------------- | ------------------------- | --------------------------- | --------- |
| 2015 | 4th APAN Star Awards  | Best New Actress          | Chae Soo-bin                | Đoạt giải |
| 2015 | 29th KBS Drama Awards | Best Supporting Actor     | Kim Ji-seok                 | Đề cử     |
| 2015 | 29th KBS Drama Awards | Best Supporting Actress   | Lee Mi-do                   | Đề cử     |
| 2015 | 29th KBS Drama Awards | Best New Actor            | Lee Won-keun                | Đề cử     |
| 2015 | 29th KBS Drama Awards | Best New Actress          | Chae Soo-bin                | Đoạt giải |
| 2015 | 29th KBS Drama Awards | Popularity Award, Actor   | Lee Won-keun                | Đề cử     |
| 2015 | 29th KBS Drama Awards | Popularity Award, Actress | Jung Eun-ji                 | Đề cử     |
| 2015 | 29th KBS Drama Awards | Popularity Award, Actress | Chae Soo-bin                | Đề cử     |
| 2015 | 29th KBS Drama Awards | Best Couple Award         | Lee Won-keun và Jung Eun-ji | Đề cử     |
| 2016 | Soompi Awards         | Best Couple Awards        | Lee Won-keun và Jung Eunji  | Đoạt giải |

## Liên kết
- Sassy, Go Go Trang chính thức tại KBS (tiếng Hàn)
- Sassy, Go Go trên HanCinema